# Paul Wessels
Paulus Hendricus Bernardus (Paul) Wessels (Gennep, 23 oktober 1946 – aldaar, 8 april 2024) was een Nederlands politicus namens D66. Hij was voor deze partij gemeenteraadslid en wethouder van Gennep, lid van de Provinciale Staten van Limburg en lid van de Tweede Kamer.

## Leven en werk
Wessels was 25 jaar (1969-1994) als leraar werkzaam aan een ZMOK-school (school voor zeer moeilijk opvoedbare kinderen), onderdeel van het speciaal onderwijs. Vanaf 1965 was hij actief binnen Jong Nederland Limburg (Jeugd- en Jongerenwerk). Aanvankelijk praktisch uitvoerend en adviserend, vanaf 2004 als vicevoorzitter Jong Nederland Limburg.
Hij was tussen 1978 en 1999 namens D66 lid van de gemeenteraad van Gennep. Van 1988 tot 1997 was hij ook twee periodes wethouder. Van 3 december 1997 tot 19 mei 1998 was hij lid van de Tweede Kamer. Hij volgde tussentijds Gerrit Jan Wolffensperger op, die de Kamer verliet om voorzitter van de NOS te worden. Vanaf maart 1999 was hij lid van de Provinciale Staten van Limburg, waar hij vanaf 2000 fractievoorzitter was. 
Bij de uitgestelde gemeenteraadsverkiezingen in november 2010 werd Wessels wederom in de gemeenteraad van Gennep gekozen. Bij de Provinciale Statenverkiezingen 2011 stond hij op een tweede plaats. Ondanks twee zetels voor D66 werd hij niet herkozen omdat een andere kandidaat op basis van voorkeurstemmen gekozen werd. Hij moest het destijds afleggen tegen Marieke Zijp uit Roermond, die met zo'n 1000 voorkeursstemmen meer dan Wessels de voorkeurdrempel van 2400 stemmen ruim overschreed. Wessels nam na de Nederlandse gemeenteraadsverkiezingen 2022 afscheid van de gemeenteraad van Gennep.
Paul Wessels overleed in 2024 op 77-jarige leeftijd.
- Parlement.com: vg09llmbgdyp